# Al-Džavz
Ibn al-Džavz (tudi al-Jawz), arabski kronist, 11./12. stoletje. 
Okoli leta 1100 je al-Džavz zapisal o popolnem Sončevem mrku 20. junija 1061: »V sredo, ko sta do konca Džumada (Jumada) I v letu 453 Hedžire, ostali le še dve noči, je dve uri po Sončevem vzhodu Sonce v celoti mrknilo. Bila je tema in ptice so med letom padale. Astrologi so trdili, da bo ostala 1/6 Sonca nepokrita, vendar se to ni zgodilo. Sonce se je pojavilo po dobrih štirih urah. Popoln mrk je potekal samo v okolici Bagdada, ne pa v drugih provincah«. Datum ustreza natančno četrtku 20. junija 1061 na jutro, ko je v resnici v Bagdadu mrk potekal. Čas trajanja pa je precej pretiran, kar pa je običajno za navedbe mrkov v srednjem veku. Pojav padanja ptic med popolno fazo mrka so v srednjem veku opazili tudi v Evropi med različnimi mrki.